# Кассайга 1-я
Кассайга 1-я — река в Верхнекетском районе Томской области России. Устье реки находится в 33 км по левому берегу реки Кассайга. Длина реки составляет 22 км.

## Данные водного реестра
По данным государственного водного реестра России относится к Верхнеобскому бассейновому округу, водохозяйственный участок реки — Кеть, речной подбассейн реки — бассейн притоков (Верхней) Оби от Чулыма до Кети. Речной бассейн реки — (Верхняя) Обь до впадения Иртыша.